# Lányi Miklós
Lányi Miklós Rezső (Budapest, 1927. november 15. – Budapest, 1973. május 23.) tüdőgyógyász, laboratóriumi szakorvos, egyetemi docens, az orvostudományok kandidátusa (1959).

## Élete
Apja Lányi Rezső (1896–1972) banktisztviselő, a Telefongyár osztályvezetője, a Magyar Általános Hitelbank igazgatója, anyja Kočner Cecília Valéria (1901–1986) volt. Középiskolai tanulmányait 1937-től 1945-ig a Magyar Kegyestanítórend Budapesti Gimnáziumában végezte, ahol kitüntetéssel érettségizett. 1951. augusztus 14-én a Budapesti Orvostudományi Egyetemen cum laude minősítéssel avatták orvosdoktorrá. 1954-ben tüdőgyógyász szakorvosi, 1955-ben laboratóriumi szakorvosi képesítést szerzett. 
1949-ben externistaként kezdett el dolgozni a Budapesti Orvostudományi Egyetem Tüdőgyógyászati Klinikáján. A Magyar Tudományos Akadémia ösztöndíjával 1950 őszén egy évre az Országos Közegészségügyi Intézetbe került a bakteriológiai módszerek tanulmányozására. 
Diplomájának megszerzése után 1951-ben egyetemi gyakornok lett és a Tüdőgyógyászati Klinika laboratóriumába, valamint egy betegosztályra osztották be. 1955. október 1-jén osztályvezető tanársegéddé nevezték ki, s ettől kezdve vezette a klinika egyik osztályát és bakteriológiai laboratóriumát. 1959-ben sikerrel védte meg önálló aspiránsként készített disszertációját és elnyerte a kandidátusi fokozatot. 1963 és 1970 között adjunktus, 1970. július 1-től haláláig docens volt.
1967-ben egyéves tanulmányúton volt a hollandiai Groningenben. Közleményeiben a gümőbacilus kimutatásával és a gümőkór gyógyszeres kezelésével foglalkozott. Közel száz tudományos közleménye jelent meg, számos monográfiát írt. Tagja volt több hazai és külföldi tudományos társaságnak.
A budakeszi temetőben helyezték nyugalomra.

## Művei
- Egyszerű eljárás a gümőbacillus gyors, tenyésztéses kimutatására. Eidus Lászlóval. (Orvosi Hetilap, 1952, 14.)
- Gümőbacillus kimutatása új gégelemez eljárással. Kováts Ferenccel, Eidus Lászlóval. (Orvosi Hetilap, 1952, 26.)
- Klinikai tapasztalatok Isonicotinsav-hydraziddal. Mihóczy Lászlóval. (Orvosi Hetilap, 1952, 45.)
- A tüdőgümőkór isoniktinsavhydrazid kezelésének klinikai-laboratóriumi problémái. Kováts Ferenccel, Eidus Lászlóval. (Orvosi Hetilap, 1953, 9.)
- A tüdőgümőkor bakteriológiai kimutatásának irányelvei. Eidus Lászlóval, Nyiredy Gézával. (Orvosi Hetilap, 1955, 48.)
- Die Laboratoriumsdiagnostik der Tuberkulose (Eidus Lászlóval, Leipzig, 1956)
- Atypusos mykobaktériumok jelentősége a tüdőgyógyászati gyakorlatban (kandidátusi értekezés tézise, Budapest, 1959)
- Egy új antituberkulotikum: a Thiocarbanilid. (Orvosi Hetilap, 1963, 27.)
- Az idült bronchitis kezelése. Bakonyi Zoltánnal. (Orvosi Hetilap, 1963, 42.)
- Mycobacteriosis (Budapest, 1964)
- A felkutatás jelentősége az idült bronchitis gondozásában. Bakonyi Zoltánnal, Hordós Alajossal. (Orvosi Hetilap, 1964, 32.)
- A differenciáldiagnosztika mai szempontjai haemoptoeban. Streibel Vilmával. (Orvosi Hetilap, 1966, 36.)
- Az idült bronchitis célzott bakteriológiai vizsgálata transtracheális punctióval. Miskovits Gusztávval, Dubay Miklóssal. (Orvosi Hetilap, 1967, 1.)
- Légúti váladékok összehasonlító bacteriológiai vizsgálata. (Orvosi Hetilap, 1967, 7.)
- A tüdőfibrosisok. (Orvosi Hetilap, 1971, 41.)
- Krónikus aspecifikus légzési betegségek felkutatása és gondozása (Rózsa Józseffel, Egészségtudomány, 1973)
- Mykobakterien und mykobakterielle Krankheiten (Jena, 1977)